# Fender Telecaster Blacktop
Een Fender Telecaster Blacktop is een gitaar van Fender, een gitaarmerk dat in 1930 werd opgericht door Leo Fender.

## Gitaren van Fender
- Fender Telecaster
- Fender Stratocaster
- Fender Telecaster Bass
- Fender Telecaster Blacktop
- Fender Telecaster Jazzmaster
- Limited Jazzmaster
- 50s Stratocaster Lacquer

en andere